# La corte del diavolo
La corte del diavolo (in serbo: Проклета авлија / Prokleta avlija) è un racconto dello scrittore jugoslavo Ivo Andrić pubblicato per la prima volta in lingua originale serba nel 1954; la prima traduzione italiana, ad opera di Jolanda Marchiori, avente per titolo Il cortile maledetto, è apparsa nel 1962. Nel racconto si narrano le esperienze di un frate cattolico in una prigione ottomana di Istanbul nel XV secolo, durante il regno di Bajazet II.

## Trama
In un monastero cattolico bosniaco Fra Rastislav, un giovane monaco guarda la tomba coperta di neve di Fra Pietro, un anziano confratello morto due giorni prima, e ricorda una storia che lo stesso Fra Pietro amava raccontare.
Anni prima Fra Pietro si era recato per conto del monastero a Istanbul (capitale dell'Impero ottomano a cui apparteneva il territorio bosniaco) in compagnia di Fra Tadija; era stato tuttavia arrestato, perché sospettato ingiustamente di spionaggio, e rinchiuso per due mesi in una cittadella nota a Istanbul con il nome di "Cortile Maledetto". Cinta da un alto muro, la cittadella era costituita da una quindicina di costruzioni popolata da detenuti e guardie. Quasi tutti i detenuti erano in attesa di giudizio «siccome la polizia costantinopolitana si atteneva al sacro principio che era più facile rilasciare un innocente dal Cortile Maledetto che ricercare un colpevole nei meandri di Costantinopoli».
Nella cittadella Fra Pietro incontrato le persone più diverse, fra i quali, due riservati dignitari bulgari; Zaim, un individuo timido che si vanta incessantemente di strabilianti avventure amorose; Latifaga, il direttore del carcere, detto "Karagjoz", che era stato destinato a quel mestiere dai familiari per liberarlo di certe inclinazioni giovanili disoneste e che esercita con buon senso ed efficienza le proprie funzioni; Haim, uno spaurito ebreo di Smirne sempre perseguitato da timori immaginari. Tra i personaggi più singolari vi è Čamil effendi: figlio di un turco musulmano e di una greca cristiana, si innamora a sua volta di una ragazza greca, di religione cristiana, ma non riesce a sposarla perché musulmano. Per lenire la delusione Čamil si dedica agli studi storici, e in particolare alle vicende dei due figli di Maometto II coinvolti in una lunga lotta di successione: Džem e Bajazet. Sospettato di cospirare contro il legittimo sultano Bajazet e sottoposto a maltrattamenti durante gli interrogatori, Čamil è indotto a confessare crimini che non ha commesso e finisce per dichiarare di essere, come Džem, un sultano spodestato arbitrariamente dal trono ottomano. Fra Pietro, col quale Čamil si era confidato, viene infine liberato e non potrà più sapere quale fine abbia fatto lo sfortunato effendi.

## Critica
Il cortile maledetto è il più lungo dei racconti di Ivo Andrić. Il racconto ha una struttura complessa. La vicenda di Fra Pietro costituisce la cornice narrativa nella quale si inseriscono le vicende dei vari personaggi. Vi è tuttavia una pluralità di narratori (l'autore, Fra Rastislav, Fra Pietro, i singoli personaggi) ciascuno con il proprio punto di vista e il proprio linguaggio. Per Bruno Meriggi, in questo racconto Andrić, «pur staccandosi dalle tematiche abituali, rivela, nell'accurata analisi psicologica dei personaggi e nella efficace descrizione della natura, le caratteristiche della sua ispirazione sostenuta da un linguaggio di purezza classica». Per la traduttrice Jolanda Marchiori «il racconto, pur sempre misurato ed elegante, richiede un’attenta lettura per le acute sfumature di introspezione psicologica di cui è ricco; ma il lettore resta avvinto, fin dall'inizio, dal ritmo ossessionante dello svolgersi dei fatti, dal quale si libera solo con la morte del frate».

## Edizioni
- (SR) Иво Андрић, Проклета авлија (trasl. Prokleta avlija), Нови Сад, Матица српска, 1954.
- Ivo Andrić, Il cortile maledetto, traduzione di Jolanda Marchiori, Milano, Bompiani, 1962,  p. 129.
- Ivo Andrić, La corte del diavolo, traduzione di Lionello Costantini, Milano, Adelphi, 1992,  p. 131, ISBN 88-459-0875-5.

## Trasposizioni
- Prokleta avlija, film jugoslavo del 1984 diretto da Milenko Maricic[6]